# بایرز (تگزاس)
بایرز، تگزاس(به انگلیسی: Byers, Texas) شهری در ایالت تگزاس از ایالات جنوبی ایالات متحده آمریکا است. در سرشماری سال ۲۰۰۰، جمعیت این شهر ۵۱۷ نفر اعلام شد.